# كهف بينيت
كهف بينيت (بالإنجليزية: Bennett's Cave)‏ هو كهف يقع ضمن أقاليم ما وراء البحار البريطانية في منطقة جبل طارق التابعة للتاج البريطاني.